# Aleksandr Liapunov
Aleksandr Mijáilovich Liapunov (en ruso: Александр Михайлович Ляпунов; 6 de junio (25 de mayo en el calendario juliano) de 1857 – 3 de noviembre de 1918) fue un matemático y físico ruso. Su nombre a menudo se ve transliterado como Lyapunov, Ljapunov o Ljapunow. Entre sus diversos trabajos, sobresalen las funciones de Liapunov dentro del campo de las ecuaciones diferenciales.

## Biografía

### Infancia y juventud
Liapunov nació en Yaroslavl, en la Rusia Imperial. Su padre, Mijaíl Vasílievich Liapunov (1820-1868) fue un conocido astrónomo y director del liceo Demídovski. Debido a la reacción de la administración de la universidad, tras la salida de Lobachevski, su padre abandonó completamente el trabajo en 1864 en el observatorio de la Universidad de Kazán, y se trasladó con su familia a la residencia de su mujer en la provincia de Simbirsk (actual óblast de Uliánovsk), donde dedicó su tiempo a educar a sus hijos mayores, Aleksandr y Serguéi (1859-1924). Durante las largas noches de invierno, se quedaba con sus hijos y los educó asiduamente con la ayuda de juegos sobre mapas del mundo. Poseía numerosos libros en ruso, alemán y francés sobre temas tan variados como astronomía, matemáticas, filosofía, historia, etnografía, literatura y política económica.
Tras la repentina muerte de su padre, Aleksandr fue educado por su tío R. M. Séchenov, hermano del célebre fisiólogo Iván Séchenov. Aleksandr recibió formación junto con su prima y prometida, Nataliya Rafaílovna, que posteriormente acabaría siendo su esposa. En 1870 la madre de Aleksandr se trasladó con sus hijos a Nizhni Nóvgorod, donde él empezó a asistir al tercer curso del gymnasium, del que se graduó con honores en 1876.

### Educación
Liapunov estudió en el Departamento de Física y Matemáticas de la Universidad de San Petersburgo, donde conoció a Andréi Márkov. Al principio, asistió a las clases de Mendeléyev sobre química. Al cabo de un mes, fue trasladado al departamento de matemáticas, pero siguió asistiendo a las clases de química. Por entonces, Chebyshov y sus alumnos Aleksandr Nikoláyevich Korkin y Yegor Ivánovich Zolotariov impartían las clases de matemáticas. Liapunov escribió sus primeros trabajos científicos bajo la tutela de su profesor de mecánica, D. K. Bobylev. En su cuarto año recibió la medalla de oro por un trabajo sobre hidrostática que había sido sugerido en su facultad. Esta fue la base de su primer trabajo publicado, Sobre el equilibrio de cuerpos sólidos en recipientes de forma arbitraria (О потенциале гидростатических давлений). En ambos trabajos se valió de enfoques novedosos y desarrolló nuevas demostraciones rigurosas de algunos teoremas incompletos anteriores sobre hidrostática. Con su primer trabajo, ganó el título de candidato en ciencias matemáticas.
Se graduó en 1880. Recibió un máster en matemática aplicada en 1884 con la tesis Sobre la estabilidad de las formas elípticas del equilibrio de fluidos en rotación (Об устойчивости эллипсоидальных форм равновесия вращающейся жидкости). Este trabajo trataba una complicada tarea, que había sido propuesta por Chebyshov a Zolotariov y Kovalévskaya y delegada a Liapunov, sobre el estudio de la forma de los cuerpos celestes. Como dijo Vladímir Andréyevich Steklov, "Chebyshov vio en este joven tal talento para la investigación que se atrevió a dejarle tan complicada tarea". Liapunov ya había empezado a estudiar la teoría de la estabilidad en los dos años anteriores que había intentado resolver esta tarea. Tras el anuncio público, el trabajo de Liapunov atrajo al momento la atención de matemáticos, mecánicos, físicos y astrónomos de todo el mundo.

### Docencia e investigación
En 1885 fue nombrado profesor asociado de la Universidad de Járkov en la cátedra de mecánica, donde reemplazó a V. G. Imshenetski, quien había sido elegido miembro de la Academia Rusa de las Ciencias. Liapunov ya había impartido clases desde el año 1880 en el Departamento de Matemáticas, lo que le había llevado mucho tiempo. 
Las clases de Liapunov versaron sobre mecánica teórica, integrales de ecuaciones diferenciales y teoría de la probabilidad. El contenido de estas clases nunca fue publicado y solo se mantiene en los apuntes de los alumnos. Sus clases sobre mecánica se distribuyeron en seis áreas: cinemática, la dinámica de una partícula, la dinámica de sistemas de partículas, la teoría de las fuerzas atractivas, la teoría de la deformación de cuerpos sólidos y la hidrostática. Durante el mismo periodo, impartió clases de mecánica analítica entre 1887 y 1893 en el Instituto Politécnico de Járkov.
En 1892 recibió su doctorado con la tesis Una tarea general sobre la estabilidad del movimiento (Общая задача об устойчивости движения). Una tesis similar ya había sido presentada por Nikolái Zhukovski, uno de los fundadores del TsAGI. Tras el doctorado, Liapunov pasó a ser catedrático de la Universidad de Járkov. Tras la muerte de Chebyshov en 1894, Liapunov fue nombrado profesor principal de matemática aplicada en la Universidad de San Petersburgo, donde se dedicó por completo a tutorías y a la investigación.

## Trabajo
Ha cobrado una gran relevancia su trabajo en el campo de las ecuaciones diferenciales, la teoría del potencial, la estabilidad de sistemas y la teoría de la probabilidad. Se preocupó principalmente de la estabilidad de los equilibrios y el movimiento de los sistemas mecánicos, la teoría de la estabilidad de líquidos turbulentos uniformes y el comportamiento de las partículas sometidas a la fuerza de la gravedad. Su trabajo en el campo de la física matemática fue muy importante para favorecer posteriores avances en esta materia. Su trabajo de 1898 Sobre algunas cuestiones relacionadas con los trabajos de Dirichlet (О некоторых вопросах, связанных с задачей Дирихле) contiene un estudio de las propiedades del potencial sobre cargas eléctricas y dipolos, distribuida de forma continua a lo largo de cualquier superficie. Su trabajo en este campo está muy relacionado con el de Steklov.
Liapunov desarrolló numerosos métodos aproximativos importantes. Sus métodos, llamados actualmente métodos de Liapunov, y que desarrolló en 1899, permitieron definir la estabilidad de conjuntos de ecuaciones diferenciales ordinarias. Elaboró la teoría rigurosa moderna de la estabilidad de un sistema y la del movimiento de un sistema mecánico a partir de un número finito de parámetros. En teoría de la probabilidad, Liapunov generalizó el trabajo de Chebyshov y Márkov, y consiguió demostrar el teorema central del límite a partir de condiciones más generales de las que se había pedido hasta entonces. El método que empleó para la demostración es actualmente uno de los fundamentos de la teoría de la probabilidad. Entre 1899 y 1902 tuvo un cargo en la Sociedad Matemática de Járkov y fue editor de sus Noticias. El 2 de diciembre de 1900, fue elegido miembro de la Academia Rusa de las Ciencias, y el 9 de octubre de 1901 fue elegido miembro de pleno derecho de la Academia en el campo de la matemática aplicada.
Con su investigación en mecánica celeste, abrió una nueva página en la historia de la ciencia en su conjunto, y mostró la imprecisión del conocimiento de varios científicos extranjeros. En 1908, Liapunov participó en el IV Congreso Matemático Internacional en Roma. Por entonces, tomó parte en la publicación de las obras selectas de Euler, siendo asimismo el editor de las partes XVIII y XIX de este compendio. A finales de junio de 1917, fue con su mujer, gravemente enferma, a visitar a su hermano Borís en Odessa (entonces en Rusia, actualmente en Ucrania). La inminente muerte de su mujer, su propia ceguera parcial y las malas condiciones de vida contribuyeron a su ansiedad, a pesar de la cual dio su última conferencia sobre la forma de los cuerpos celestes en la invitación del Departamento de Física y Matemáticas de Odessa. El 31 de octubre murió su mujer, y el mismo día él se pegó un tiro. Quedó inconsciente durante algunos días hasta que también murió.
Liapunov solía trabajar de cuatro a cinco horas por las noches, y a menudo trabajaba toda la noche. Alguna vez iba al teatro o a algún concierto. Tenía muchos alumnos, pero, para los pocos que lo conocían de verdad, Liapunov era un hombre bastante apasionado y sensible. Fue nombrado miembro honorífico de muchas universidades, miembro externo de la Academia en Roma y miembro de la Academia Francesa de las Ciencias en París.
Su trabajo "Problème générale de la stabilité du mouvement" (1892) (en francés) marca el comienzo de la teoría de la estabilidad. En 1992, el International Journal of Control (Taylor & Francis) publicó un número que conmemoraba el centenario de este trabajo (volumen 55, nº 3) en su memoria. La compañía Taylor & Francis publicó una traducción del trabajo en inglés, junto con una biografía y una bibliografía.

## Publicaciones
Entre otros trabajos, Liapunov escribió: 
- 1890, Sobre el movimiento rotacional constante de los cuerpos rígidos en los fluidos

Artículos publicados por la Academia Rusa de las Ciencias: 
- 1902, "Sobre una serie en la teoría de las ecuaciones diferenciales"
- 1902, "Investigación en la teoría de los cuerpos celestes"
- 1904, "Sobre la ecuación de Clairaut, etc."
- 1906, "Una nueva forma del teorema sobre el límite de la probabilidad"
- 1906, "Sobre una proposición en la teoría de la probabilidad"

## Eponimia
Además de los distintos conceptos físico-matemáticos que llevan su nombre, se tiene que:
- El cráter lunar Lyapunov lleva este nombre en su memoria.[2]
- El asteroide (5324) Lyapunov también conmemora su nombre.